# V. Kulcsár Ildikó
V. Kulcsár Ildikó  (Budapest, 1950. május 15. -) magyar-orosz szakos tanár, író, újságíró, a Nők Lapja munkatársa.

## Életpályája
Középiskolai tanulmányait Budapesten a Veres Pálné Gimnáziumban végezte.  Magyar-orosz szakos tanárból lett újságíró. Az 1970-es évek végén a Köznevelés belső munkatársa volt. A Nők Lapjánál dolgozik, ahol elsősorban híres politikusokkal készített interjúi révén vált népszerűvé. 

## Díjai, elismerései
- A Magyar Köztársasági Érdemrend lovagkeresztje (2009)

## Művei
- Ne félj, mesélj!  (1995) [3]
- Ne félj, mesélj! Újra (e-könyv, 2015)